# Одиннадцать надежд
«Одиннадцать надежд» — советский художественный полнометражный цветной фильм, снятый Виктором Садовским на киностудии «Ленфильм» в 1975 году.
Тренировка сборной СССР снималась на расположенной в Удельной базе футбольного клуба «Зенит» (Ленинград). Белое сооружение на заднем плане — баня футбольного клуба.
Консультантами фильма указаны Герман Зонин (бывший тренер «Зенита» и сборной СССР) и Николай Люкшинов (бывший тренер «Зенита» и сборной Албании).

## Сюжет
После очередной неудачи сборной СССР по футболу в международных соревнованиях, руководство Федерации футбола СССР принимает решение назначить на пост главного тренера сборной опытного футбольного тренера Василия Васильевича Воронцова для подготовки сборной к отборочным играм чемпионата мира. Воронцов соглашается при условии, что он сам будет отбирать игроков в сборную.
Воронцов начинает поездки по стране, чтобы посмотреть намеченных им кандидатов. Так, после клубной тренировки одной из команд, он приглашает капитаном в сборную очень опытного, но возрастного защитника Бориса Лавренёва и его молодого напарника Константина Косичкина. Из команды второй лиги он берёт результативного нападающего Владимира Бабочкина, верного своей команде, и поэтому отказывающегося перейти в клуб высшей лиги, несмотря на заманчивые предложения представителя этого клуба.
В это же время, в Ленинграде, в одном из матчей чемпионата СССР по футболу игрок ленинградской «Зари» и кандидат в сборную нападающий Сергей Романцев получает тяжёлую травму. Однако он отказывается ехать в больницу, а требует доставить его в Москву в травматологический институт, к Мироновой. Подвернувшийся под руку таксист и страстный болельщик Сан Саныч доставляет Романцева к трапу самолёта на Москву. Однако в институте травматологии выясняется, что Миронова за границей на симпозиуме. Романцев соглашается на то, чтобы операцию проводила молодая врач-хирург Ирина Лозовская.
После операции Романцев проходит процесс реабилитации. Он делает попытки ухаживания за Ириной. Он также хочет получить от неё ясный ответ — сможет ли он играть как прежде, на что Ирина отвечает, что всё зависит от него самого, а самое главное при реабилитации — уметь преодолевать боль. Романцев, стиснув зубы от боли, делает несколько шагов. Тогда Ирина говорит ему, что он будет играть как прежде.
Спустя некоторое время в институт травматологии приезжает Воронцов, чтобы поинтересоваться, как идут дела у Романцева, а также с просьбой к Мироновой порекомендовать ему врача в сборную. И Миронова рекомендует ему Ирину Лозовскую. Та поначалу отказывается, мотивируя это тем, что врачи в футбольных командах всегда мужчины, на что Воронцов парирует: «А у нас будет женщина!».
Сборная приступает к тренировкам и тренировочным матчам. Воронцов обращает внимание на ухудшение игры полузащитника Александра Соколовского. В разговоре выясняется, что у него семейные проблемы. Жена поставила ультиматум — или семья, или футбол. Воронцову приходится идти на нелёгкий разговор с женой Соколовского. В конце концов жена соглашается на участие Соколовского в важном отборочном матче. На заседании Федерации футбола Воронцов отстаивает все отобранные им кандидатуры.
Перед последним решающим отборочным матчем со сборной Испании, сборная СССР собирается на товарищескую игру. Основной вратарь Виктор Пархоменко отпрашивается у второго тренера сборной Олега Петровича на сутки, чтобы посетить родню. Поезд, на котором сборная поедет на игру, будет проходить через станцию города, где живёт родня Виктора. По приезде Виктора в гости, его усаживают за стол, уговаривают выпить шампанского, и в итоге Пархоменко нарушает спортивный режим. На следующий день он на несколько минут опаздывает к отправлению поезда. Увидев возле станции военный грузовик, он уговаривает водителя-солдата догнать поезд. Солдат сначала отказывается, но, узнав Пархоменко, соглашается. Грузовик обгоняет поезд, и на следующей станции Пархоменко в него садится.
Товарищескую встречу сборная СССР проигрывает по вине Пархоменко (он пропустил два не самых сложных мяча). На разборе он признаётся в нарушении режима и решением команды исключается из сборной. Однако, когда Пархоменко собирает вещи, Воронцов приходит к нему для разговора «по душам», и в конце предлагает остаться в сборной запасным вратарём.
Сборная вылетает на решающий отборочный матч в группе с испанцами. В первом домашнем матче советские футболисты победили 1:0, поэтому сейчас их устраивает и ничья. С целью оказать дополнительное психологическое давление на советских футболистов, принимающая испанская сторона организует для них посещение корриды — зрелища, неизвестного в Советском Союзе. И действительно, кое-кто из игроков сборной испытывают потрясение от увиденного. Также ситуация осложняется тем, что игра проходит в Мадриде, который даже среди испанских городов выделяется своими неистовыми болельщиками, за что получил неофициальное прозвище «двенадцатый игрок». В последнюю ночь перед игрой Воронцову не спится. Не спится также и второму тренеру Олегу Петровичу, и радиокомментатору Николаю Озерову. Втроём они устраивают импровизированный тренерский совет и планируют завтрашнюю игру.
Следующим вечером начинается игра. (Игру сборных СССР и Испании, в основном, крупные планы комбинаций, а также зрителей на трибунах, снимали на поле футбольного манежа "Спартак" в Сокольниках, в феврале 1975-го года.) С первых минут прессинг испанцев прижимает сборную СССР к воротам. Советские футболисты обороняются, но испанцы всё же открывают счёт. После первого гола испанцы не ослабляют натиск, но советские футболисты стараются контратаковать. В одной из контратак сборная СССР сравнивает счёт. При счёте 1:1 команды уходят на перерыв. В перерыве в раздевалке Воронцов настраивает сборную на второй тайм. В этот момент к нему подходит вратарь Геннадий Курганов, и говорит, что он не может дальше играть — чувствует неуверенность и мандраж. Воронцов меняет его на Пархоменко.
Второй тайм начинается снова с прессинга испанцев и, несмотря на уверенную игру Пархоменко, они опять выходят вперед 2:1. Но сборная СССР не сдаётся, и через некоторое время счёт снова становится равным. Чем меньше времени остаётся до конца игры, тем больше нервничает испанский тренер Гомес, и тем сильнее прессинг сборной Испании. Во время одной из атак, после прострела испанцев, мяч, срикошетив от ноги Косичкина, оказывается в воротах советской сборной. Испанцы опять повели. Тут же следует ещё одна атака испанцев, и мяч летит в незащищённый угол ворот советской сборной, но в последний момент защитник отбивает мяч головой. 
Сборная СССР переходит к тотальному прессингу. В дело вступают испанские болельщики. Они всеми силами пытаются сбить темп наступления советской команды (выпускают на поле чёрного кота, сами выбегают на поле). Советским футболистам приходится уговаривать болельщиков дать продолжить игру. Стараясь выиграть время, испанцы переходят к грязной игре — ставят подножки, бьют по ногам. В одном из эпизодов сбивают и травмируют Романцева — у него перелом руки. Так как две замены сборная СССР уже провела, то она остается вдесятером.
За кромкой поля Ирина Лозовская оказывает первую помощь Романцеву. Он просит её поторопиться — до конца игры совсем мало времени. Ирина запрещает Романцеву возвращаться на поле. С его травмой это опасно для здоровья. Но Романцев, не слушая её, прерывает перевязку, целует Ирину и выходит на поле. Одна из последних атак сборной СССР. Романцев получает мяч, обводит нескольких испанцев и выдаёт пас прямо под удар Косичкину, который буквально вколачивает мяч в сетку испанских ворот. Плачущего от счастья Косичкина, реабилитировавшегося за автогол, обнимают товарищи. Звучит свисток судьи — сборная СССР добыла ничью, равную победе.

## В ролях
- Анатолий Папанов — Василий Васильевич Воронцов, тренер
- Любовь Виролайнен — Ирина Григорьевна Лозовская, врач-хирург
- Юрий Демич — Сергей Андреевич Романцев, футболист
- Александр Голобородько — Борис Николаевич Лавренёв, футболист
- Игорь Добряков — Александр Соколовский, футболист
- Николай Сектименко — Виктор Пархоменко, вратарь
- Геннадий Унанов — Геннадий Курганов, второй вратарь
- Борис Щербаков — Владимир Бабочкин, футболист
- Евгений Леонов-Гладышев — Константин Косичкин, защитник
- Вано Янтбелидзе — Брегвадзе, футболист
- Николай Озеров — камео
- Михаил Водяной — Сан Саныч, таксист
- Игорь Горбачёв — Николай Иванович, председатель федерации футбола СССР
- Армен Джигарханян — Гомес, тренер испанской сборной
- Всеволод Сафонов — Олег Петрович, второй тренер
- Ирина Лаврентьева — Женя Соколовская, жена футболиста
- Александр Демьяненко — Володя, пациент
- Николай Крюков — Константин Лапшин, тренер «Ракеты»
- Елена Андерегг — Зоя Сергеевна Миронова, врач
- Борис Коковкин — председатель спортивного общества
- Вика Садовская

## Награды
- Приз «Серебряная медаль» фильму, приз Федерации футбола Белорусской ССР фильму на 6-м ВКФ спортивных фильмов (1976)